# Sidny Feitosa dos Santos
Sidny Feitosa dos Santos (Xique-Xique, 21 luglio 1981) è un ex calciatore brasiliano, di ruolo difensore.

## Carriera
Approda a 24 anni al professionismo al Serrano Futebol Clube, prima di approdare al Salgueiro Atlético Clube. Viene mandato in prestito al Náutico dove comincia a giocare da titolare. Finito il prestito arriva a gennaio 2008 nel Livorno. Dopo aver partecipato ad alcune apparizioni nella formazione Primavera del Livorno, è con il ritorno sulla panchina amaranto del mister Fernando Orsi che Sidny debutta in Serie A, esordendo l'11 maggio 2008 in Livorno-Torino (0-1), con la squadra toscana che a fine anno retrocederà in Serie B. Viene girato in prestito allo Sport nello stesso anno. Nel 2009 ritorna al Náutico.